# Tychicus rufoides
Tychicus rufoides là một loài nhện trong họ Sparassidae.
Loài này thuộc chi Tychicus. Tychicus rufoides được Embrik Strand miêu tả năm 1911.